# Taganskaja (Koltsevajalinjen)
Taganskaja (ryska: Таганская), är en tunnelbanestation på Koltsevajalinjen (ringlinjen) i Moskvas tunnelbana, namngiven efter det närliggande Taganskajatorget vid det sydöstra hörnet av Trädgårdsringen. 
Stationen är en trevalvs pylonstation och formgivningen är ett exempel på stalinarkitektur. Dekorationerna på stationen är traditionella ryska motiv, främst märks de 48 majolicapanelerna placerade på varje pylon. Motiven är blomstermönster och basreliefer av sovjetiska soldater, exempelvis piloter, stridsvagnssoldater och flottister. Stationen är upplyst av tolv förgyllda ljuskronor.
Taganskajatorget är beläget på en kulle, och för att placera den stora vestibulen på ett bra sätt och samtidigt bevara en historisk byggnad på platsen, så blev man tvungen att dela upp hisschakten i två delar. En rund mellanliggande hall byggdes vilken är försedd med ett stort kupoltak med en freskomålning.   

## Byten
På Taganskaja kan man byta till Marksistskaja på Kalininskajalinjen och till Taganskaja på Tagansko-Krasnopresnenskajalinjen.